# Shizhong (Neijiang)

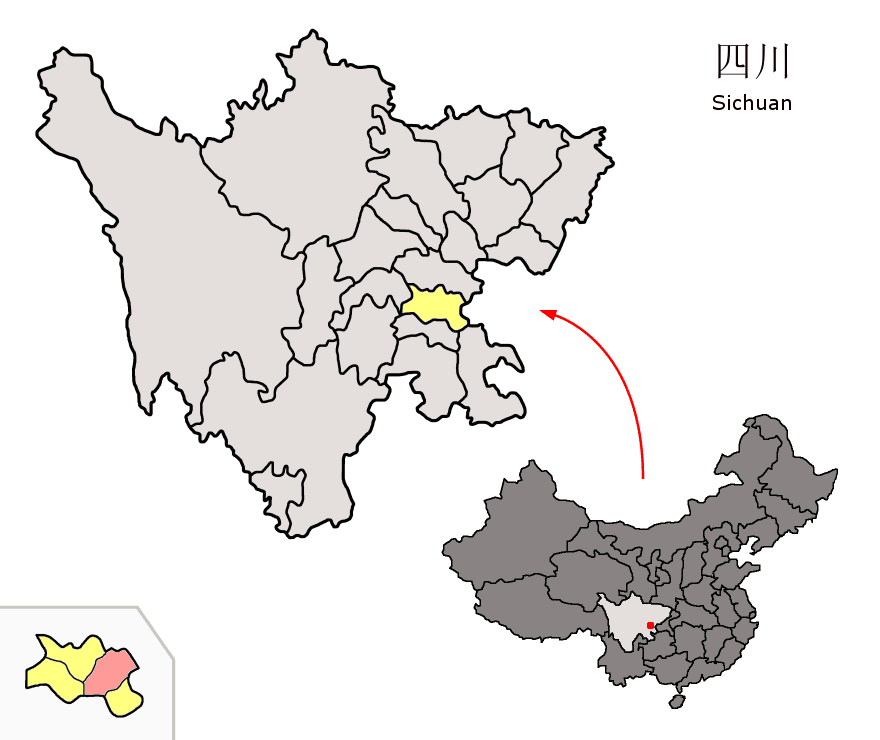
Lage der beiden Stadtbezirke Shizhong und Dongxing (rosa) in Neijiang (gelb) in der Provinz Sichuan.

Der Stadtbezirk Shizhong (市中区,  Shìzhōng Qū – „Stadtmitte“) ist ein Stadtbezirk der bezirksfreien Stadt Neijiang im Südosten der südwestchinesischen Provinz Sichuan. Er hat eine Fläche von 359,1 km² und zählt 425.020 Einwohner (Stand: Zensus 2020). Er ist Zentrum und Sitz der Stadtregierung.

## Administrative Gliederung
Auf Gemeindeebene setzt sich der Stadtbezirk aus sechs Straßenvierteln, acht Großgemeinden und sechs Gemeinden zusammen. 